# 天輪壩
天輪壩，是臺灣的一座攔河堰，由台灣電力公司管理，位於臺中市和平區天輪里，位於上谷關附近的大甲溪中游，即位於谷關發電廠下游2.5公里、谷關水庫下游10公里處，主要功能是將大甲溪溪水經由隧道引至天輪發電廠發電，是大甲溪上最早完成的水壩。天輪發電廠下游13公里處設有天輪壩後池堰，係調節天輪發電廠尖峰發電之尾水。1999年馬鞍壩於天輪壩後池堰上游完工運轉後，天輪壩後池即轉為馬鞍發電廠之後池。

## 主要構物物
- 壩型：混凝土重力壩
- 壩頂標高：753.2公尺
- 壩底標高：705.0公尺
- 壩高：48.2公尺
- 壩頂長：91.0公尺
- 有效蓄水量：54萬立方公尺

## 圖集

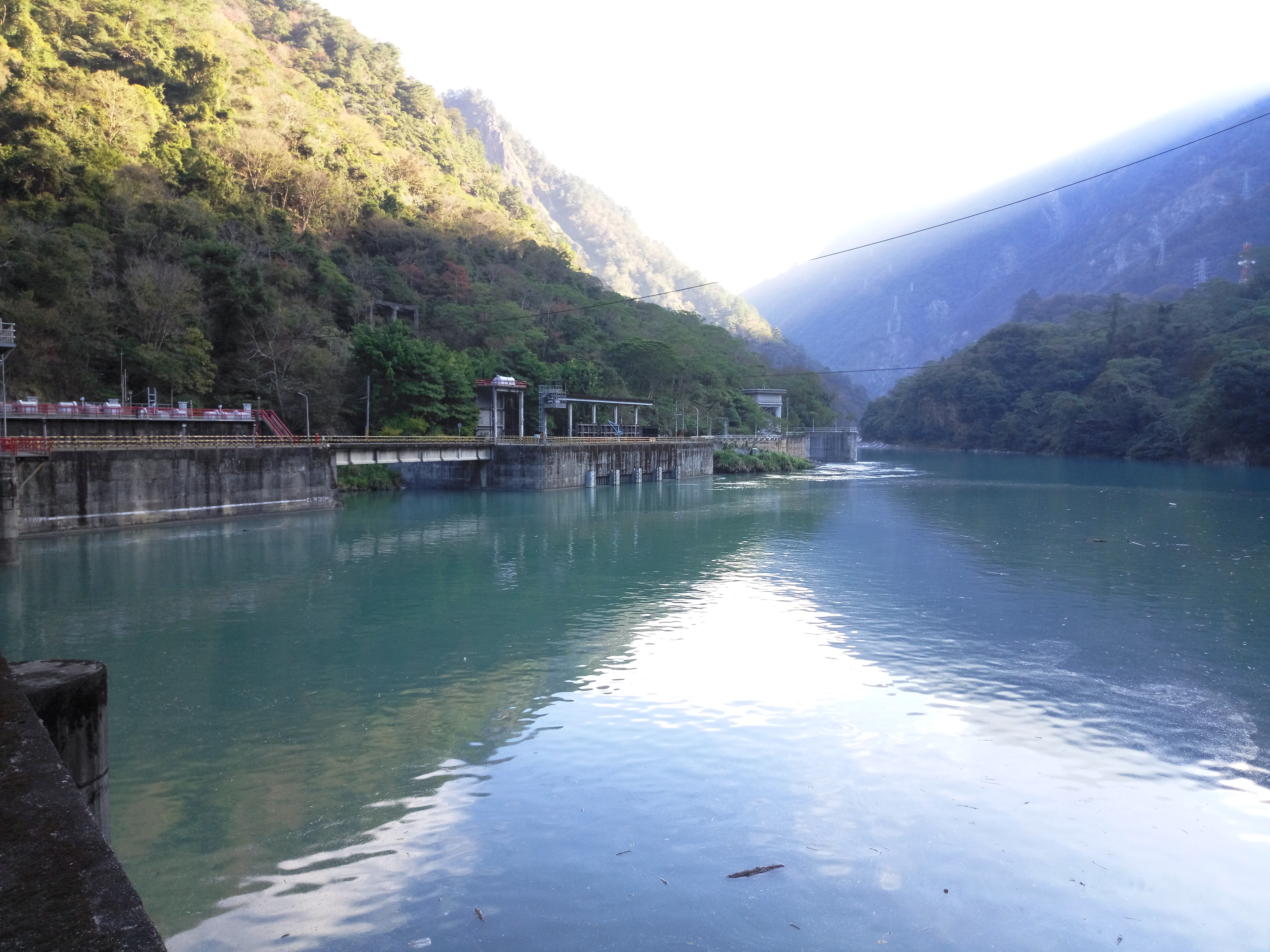
天輪壩進水口遠觀，左邊為天輪1至4號機進水口，中間為5號機進水口，最右邊是谷關分廠尾水出口。
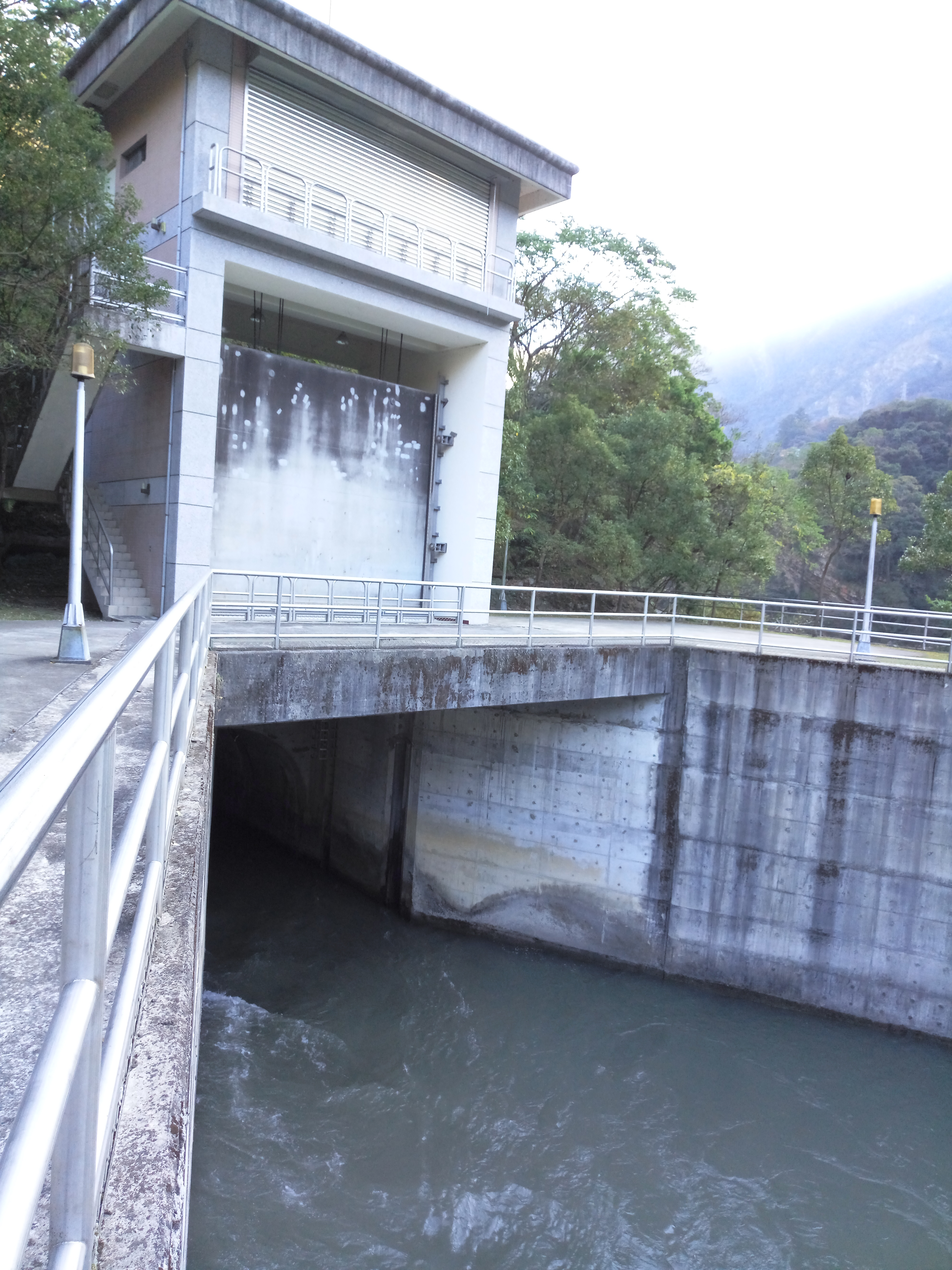
大甲溪發電廠谷關分廠尾水出口，尾水直接排入天輪調整池。
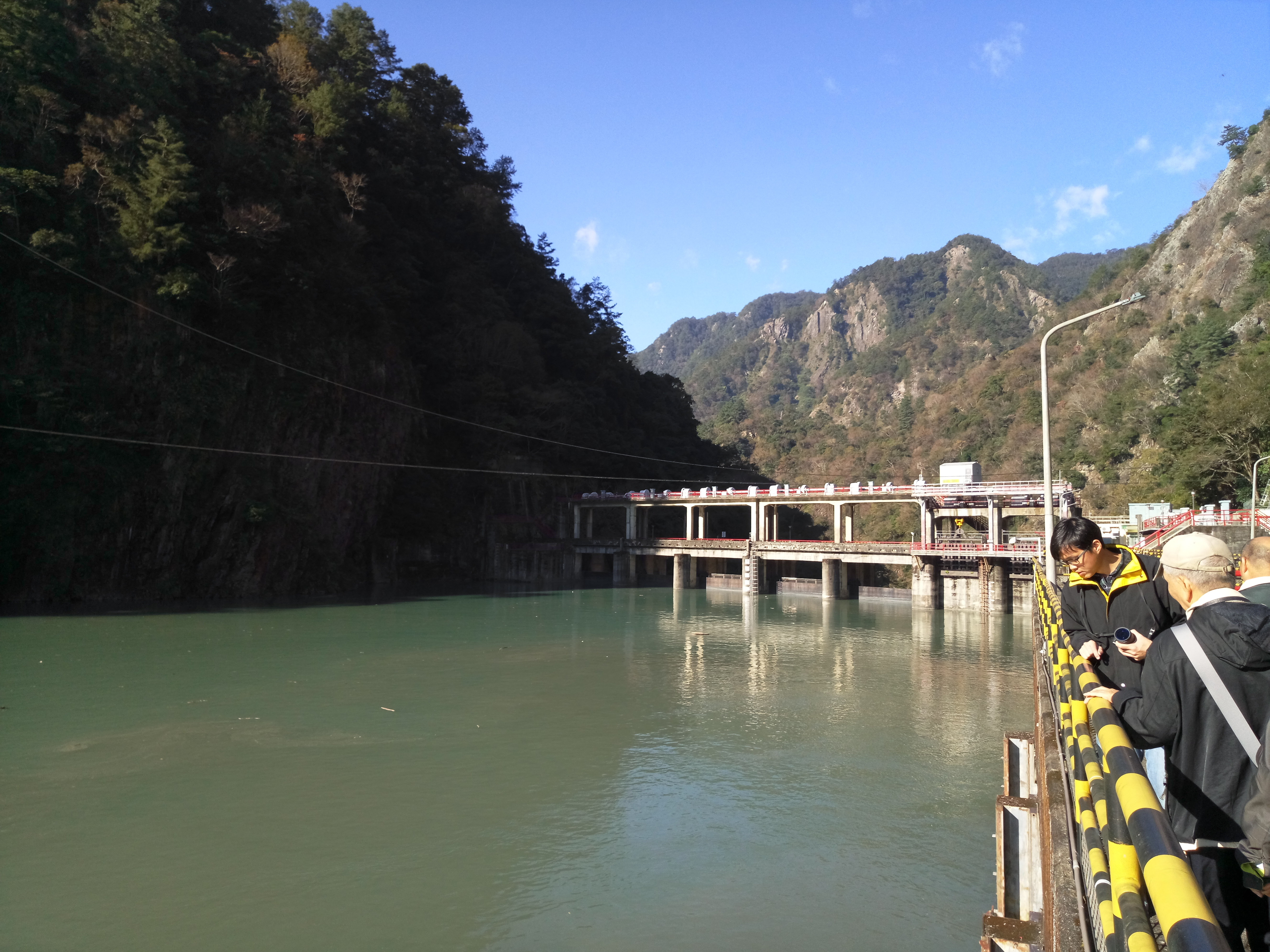
天輪壩上游庫容區。

## 外部連結
- （繁體中文）天輪壩水門操作規定 - 經濟部水利署（页面存档备份，存于）